# Хортон, Дерек
Дерек Хортон (англ. Derek Horton, род. 26 сентября 1972, Тамунинг, Гуам) — гуамский шоссейный и МТБ велогонщик. Участник летних Олимпийских игр 2000 и 2012 годов.

## Карьера
В 2000 году был включён в состав сборной Гуама на летних Олимпийских играх в Сиднее. На них выступил в дисциплине кросс-кантри, но не смог финишировать сойдя на втором круге.
В последующие года несколько раз становился призёром Тура Гуама и чемпионата Гуама в групповой гонке. Принял участие в нескольких чемпионатах Океании по шоссейному велоспорту. Был участником чемпионата Тихого океана по шоссейному велоспорту. В 2012 году прошёл квалификацию для участия в Олимпийских играх, заняв 13-е место на чемпионате Океании по МТБ в дисциплине кросс-кантри.
В 2012 году снова был включён в состав сборной Гуама на летних Олимпийских играх в Лондоне. На них выступил в дисциплине кросс-кантри, но вынужден был сойти с гонки после второго круга после того как его обогнали на круг.
В феврале 2016 года занял второе место на чемпионате Гуама по МТБ в дисциплине кросс-кантри.
С 2020 года выступает за команду EuroCyclingTrips Pro Cycling. В том же году стал чемпионом Гуама по МТБ в дисциплине кросс-кантри, повторил его в 2021 году.
Был вице-президентом федерации велоспорта Гуама.

## Достижения
2000
3-й на Чемпионат Гуама — групповая гонка
2007
3-й на Ад Марианских островов
2010
3-й на Чемпионат Гуама — групповая гонка
3-й на Тур Гуама
2011
2-й на Чемпионат Гуама — групповая гонка
2012
2-й на Чемпионат Гуама — групповая гонка
2-й на Тур Гуама
2016
2-й на Чемпион Гуама — кросс-кантри
2020
 Чемпионат Гуама — кросс-кантри
2021
 Чемпионат Гуама — кросс-кантри